# Баунов, Александр Германович
Алекса́ндр Ге́рманович Ба́унов (род. 4 декабря 1969, Ярославль) — российский журналист, филолог-античник, публицист, бывший дипломат. Старший научный сотрудник Берлинского центра Карнеги по изучению России и Евразии (2023—н. в.). Бывший главный редактор сайта Carnegie.ru Московского центра Карнеги (2015—2022). Бывший редактор и автор изданий Slon.ru (2009—2015) и «Русский Newsweek» (2004—2008).

## Биография
Родился 4 декабря 1969 года в Ярославле. Его отец Герман Васильевич Баунов окончил ЛГУ в 1953 году, работал журналистом, был заведующим отделом культуры газеты «Северный рабочий», председателем областного комитета по телевидению и радиовещанию.
В 1987 году окончил французскую спецшколу в Ярославле. Около года работал на ярославском заводе «Оргтехника» (завод специализировался на выпуске шариковых ручек), шефствовавшем над школой, в которой учился Баунов.
В 1995 году окончил отделение классической филологии филологического факультета МГУ им. Ломоносова, специальность — преподаватель древнегреческого и латинского языков и античной литературы. Затем несколько лет учился в аспирантуре и параллельно занимался преподаванием.
Во время первого года учёбы в аспирантуре был приглашён сопровождать поездку межфракционной делегации российской Госдумы в Грецию в качестве переводчика и специалиста по этой стране. По собственному воспоминанию, с переводом справился успешно. Входивший в делегацию депутат Госдумы от «Яблока» Владимир Лукин настолько впечатлился работой Баунова в рамках этого визита, что предложил МИДу России взять его на работу в российское посольство в Греции. После прохождения курсов подготовки и длительной проверки спецслужбами был допущен к работе дипломатом.
С 1999 по 2003 год был на дипломатической службе МИД России в посольстве России в Греции. В этот период однажды выступал спичрайтером президента России Владимира Путина — был основным автором текста его выступления в Афинском университете в декабре 2001 года.
С 2004 по 2008 год работал в журнале «Русский Newsweek», сначала репортёром, а затем (с 2006 года) — редактором международного отдела издания.
C 2009 по 2015 год являлся обозревателем и редактором ежедневного сетевого издания Slon.ru.
С февраля 2015 года по апрель 2022 года — эксперт Московского центра Карнеги, главный редактор сайта Carnegie.ru. Автор циклов статей на международные и внутренние темы: о внешней политике России, месте России в современном мире. Также он опубликовал несколько путеводителей по Греции и её регионам.
С 2022 года работает научным сотрудником в Институте гуманитарных наук в Вене.
С сентября 2022 года стал научным сотрудником Европейского Университетского института во Флоренции.
В январе 2023 года выпустил книгу «Конец режима: как закончились три европейские диктатуры» о падении автократий в Испании, Португалии и Греции во второй половине XX века. Книга попала в топ-10 самых продаваемых нехудожественных книг в России в 2023 году.
С апреля 2023 года является старшим научным сотрудником Берлинского центра Карнеги по изучению России и Евразии.
22 декабря 2023 года внесён Минюстом России в реестр "иностранных агентов".
2 мая 2024 года упомянут в числе сотрудников Центра Российских Исследований Тель-Авивского Университета.

## Премии и награды
В 2013 году — финалист публицистической премии «ПолитПросвет» в номинации «Персона». В 2014 году — председатель жюри премии «ПолитПросвет». 
В 2016 году книга Баунова «Миф тесен» стала лауреатом публицистической премии «ЛибМиссия» в номинации «Аналитика» за самую удачную книгу о текущем общественно-политическом процессе.
В 2023 году книга Баунова «Конец режима: как закончились три европейские диктатуры» была отмечена специальным упоминанием жюри премии «Просветитель» в номинации «ПолитПросвет» за лучшую книгу об общественно-политических процессах в России.

## Публикации
- Греческие острова : Афины, Аттика, острова Аргосаронического залива, Ионические острова, Крит, Архипелаг Додеканес, Киклады, другие острова Эгейского моря. — М.: Вокруг света, 2006. — 224 с. — ISBN 5-98652-053-X.
- Крит : Ханья, Ретимнон, Ираклион, Херсонес, Агиос Николаос, Иерапетра : 47 городов и населенных пунктов, 34 объекта гражданской архитектуры, 33 церкви и монастыря, 24 музея, 10 объектов античности, 8 ущелий, 5 мечетей, 6 пещер, 1 синагога. — М.: Вокруг света, 2008. — 213 с. — ISBN 978-5-98652-167-1.
- Греция : Афины. Аттика. Острова Агросаронического залива. Пелопоннес. Западная Греция. Центральная Греция. Северная Греция : 76 городов и поселков, около 40 музеев, около 40 церквей и монастырей, 16 схем, более 140 иллюстраций : практическая информация ; советы издательства. — М.: Вокруг света, 2008. — 276 с. — ISBN 978-5-98652-122-0.
- WikiLeaks: дипломатия с черного хода. — М.: Эксмо, 2011. — 320 с. — 8000 экз. — ISBN 978-5-699-48414-0.
- Миф тесен. — М.: Время, 2015. — 448 с. — 1000 экз. — ISBN 978-5-9691-1406-7.
- Конец режима. Как закончились три европейские диктатуры. — М.: Альпина Паблишер, 2023. — 534 с. — ISBN 978-5-9614-8245-4.